# Kúszókaktusz
A kúszókaktusz (Hylocereus) kúszó vagy több méter magasra kapaszkodó, epifiton vagy talajlakó kaktuszfélék nemzetsége.

## Származása, elterjedése
Mexikótól Közép-Amerikán és az Antillákon át Dél-Amerika trópusi területeiig terjedt el.
Legismertebb faját, a hullámos kúszókaktuszt (Hylocereus undatus) a világ szinte minden trópusi éghajlatú táján termesztik terméséért, a vörös pitajáért. Amerika és Ázsia trópusi területein a termesztésből kivadulva, szabadon is nő. Kisebb gazdasági jelentősége van a sárga pitaját adó nagyvirágú kúszókaktusznak (Hylocereus megalanthus). Az őslakók a legtöbb faj termését eszik.

## Megjelenése, felépítése
Ízekre tagolt, a talajon elfekvő vagy a fáról lecsüngő hajtásaik több méter hosszúra is megnőhetnek. A legtöbb faj hajtásai háromélűek, de vannak négy-, öt-, illetve hatélű fajok is. A hajtás átmérője 2 cm-től 6 cm-ig fajonként változó, vannak fajok. Töviseik többnyire rövidek vagy nincsenek is; a fiatal növényen sörteszerűek.
A virágtölcsért, majd a termést nagy pikkelyek borítják. Magjuk viszonylag nagy és fekete.

## Életmódja, termőhelye
Egyes fajai léggyökereikre támaszkodva 9 m-re is felkúsznak a fatörzseken. Nagy virágaik éjjel nyílnak.hasonlóképp, mely ehető, élőhelyükön fogyasztják.

## Felhasználása
Termését, a pitaját főként élelmiszernek hasznosítják.
Erőteljes növekedése miatt jó alany a kisebb termetű epifiták oltására, ezért a kertészetekben is meglehetősen népszerű. Mediterrán területeken, ahol teleltetése nem gond, kedvelt dísznövény.

## Rendszertani felosztása
A molekuláris genetikai vizsgálatok eredményeképpen néhány, korábban a Selenicereus nemzetségbe sorolt fajt is bevontak ebbe a nemzetségbe; belőlük lett a Salmdyckia alnemzetség.
Subgenus Salmdyckia D.R. Hunt:
- Hylocereus megalanthus (K. Sch. ex Vpl.) Bauer in CSI 17:28' (2003) - sárga kúszókaktusz
- Hylocereus setaceus (Salm-Dyck) Bauer in CSI 17:29' (2003)
- Hylocereus tricae (Hunt) Bauer in CSI 17:29' (2003)

Subgenus Hylocereus B & R:
- Hylocereus calcaratus (Web.) Br & R in Contr. US Nat. Herb. 12:429 (1909)
- Hylocereus costaricensis (Web.) Br & R in Contr. US Nat. Herb. 12:428 (1909)
- Hylocereus escuintlensis Kimn. in CSJ (USA) 56 (4):177' (1984)
- Hylocereus extensus (De Candolle) B & R ex Bailey in Standard Cycl. Hort 1626' (1915)
- Hylocereus guatemalensis (Eichl.) Br & R in Cact. 2:184 (1920)
- Hylocereus minutiflorus Br & R in Contr. US Nat. Herb. 16:240 (1913)
- Hylocereus monacanthus (Lem.) Br & R in Cact. 2:190' (1920)
- Hylocereus ocamponis (S-D.) Br & R in Contr. US Nat. Herb. 12:429 (1909)
- Hylocereus stenopterus (Web.) Br & R in Contr. US Nat. Herb. 12:429 (1909)
- Hylocereus triangularis (L) Br & R in Contr. US Nat. Herb. 12:429 (1909)
- Hylocereus undatus (Haw.) Br & R in Britt - Flora Bermuda 256 (1918) - hullámos kúszókaktusz
  - Hylocereus undatus subsp. luteocarpus Calix de Dios in Haseltonia 11:11" (2005)